# Imanol Arias
Manuel María Arias Domínguez (ur. 26 kwietnia 1956 w Riaño w León) – hiszpański aktor, reżyser, scenarzysta i producent filmowy, telewizyjny i teatralny, czterokrotnie nominowany do nagrody Goya.

## Życiorys
We wczesnej młodości występował z hiszpańską trupą teatralną podróżując po Baskonii. Zadebiutował na ekranie w dramacie Korea (La Corea, 1976) i serialach: Estudio 1 (1976) i Cervantes (1980). Po występie w komedii Pedro Almodóvara Labirynt namiętności (Laberinto de pasiones, 1982) u boku Antonio Banderasa, zwrócił na siebie uwagę rolą Eleuterio Sáncheza, znanego jako „El Lute”. legendarnego hiszpańskiego banity w dramacie El Lute (El Lute: camina o revienta, 1987) i jego sequelu El Lute II (El Lute II: mañana seré libre, 1988), za którą odebrał nagrodę na MFF w San Sebastián oraz zdobył nominację do nagrody Goya. Kolejne nominacje do nagrody Goya przyniosła mu postać Javiera Artabe w thrillerze Sama z tobą (A solas contigo, 1990) i jako Ángel w dramacie Intruz (Intruso, 1993). W 1996 roku zadebiutował jako reżyser filmem Prywatne wniebowzięcia (Un Asunto privado).
Imanol Arias jest ambasadorem dobrej woli UNICEF. 
Był żonaty z Socorro Anadón (ur. 5 czerwca 1956 w Madrycie). W 1984 roku ponownie się ożenił z Pastorą Vegą (ur. 28 maja 1960 w Madrycie). Mają dwóch synów: Jona i Daniela. W 2009 doszło do rozwodu. W 2010 ożenił się z Irene Meritxell.

## Filmografia
- 1976: Korea (La Corea) jako chłopiec
- 1982: Labirynt namiętności (Laberinto de pasiones) jako Riza Niro
- 1982: Demony w ogrodzie (Demonios en el jardín) jako Juan
- 1987: El Lute (El Lute: camina o revienta) jako Eleuterio Sánchez 'El Lute'
- 1987: Boskie słowa (Divinas palabras) jako Séptimo Miau
- 1988: El Lute II (El Lute II: mañana seré libre) jako Eleuterio Sánchez 'El Lute'
- 1990: Sama z tobą (A solas contigo) jako Javier Artabe
- 1991: Veraz jako Paco
- 1993: Intruz (Intruso) jako Ángel
- 1993: Dwujęzyczny kochanek (El amante bilingüe) jako Juan
- 1993: Dzikie tango - legenda Tanguito (Tango feroz: la leyenda de Tanguito) jako Ángel
- 1994: Wszyscy mężczyźni są tacy sami (Todos los hombres sois iguales) jako Juan Luis
- 1995: Kwiat mego sekretu (La Flor de mi secreto) jako Paco
- 1997: Ziemia Komanczów (Territorio Comanche) jako Mikel Uriarte
- 1997: W hołdzie starszym kobietom (En brazos de la mujer madura) jako Dávalos
- 2000: Maria Magdalena jako Amos
- 2000: Czekając na Mesjasza (Esperando al mesías) jako Baltasar
- 2001: Dom z widokiem na morze (Una Casa con vista al mar) jako Tomas Alonso
- 2013: Wyzwoliciel (Libertador) jako Juan Domingo Monteverde
- 2015: Sławetny: Agent sekretny (Anacleto: Agente secreto) jako Anacleto